# Даміан Вірлінг
Даміан Вірлінг (нім. Damian Wierling, 13 лютого 1996) — німецький плавець.
Призер Чемпіонату Європи з водних видів спорту 2018 року.